# Raketenflugzeug

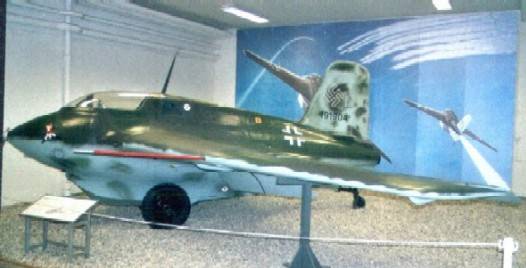
Me 163 des JG 400

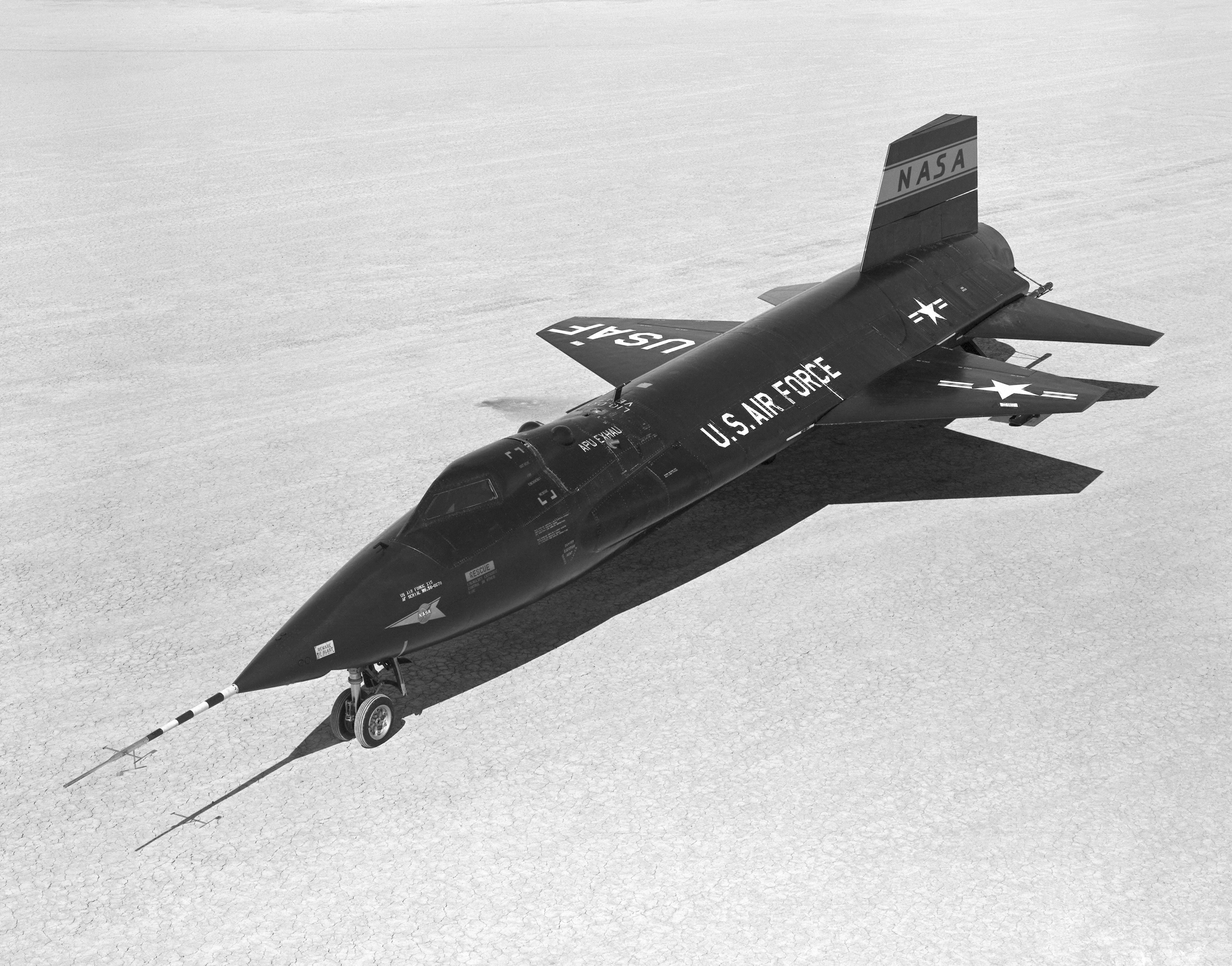
X-15

Ein Raketenflugzeug ist ein Flugzeug, das von einem Raketentriebwerk angetrieben wird.

## Begriffsbestimmung
Der Vortrieb wird durch einen Gasstrahl erzeugt, der durch eine Düse das Triebwerk verlässt. Ein Raketenflugzeug wird benutzt, um sehr große Flugleistungen zu erreichen, wie etwa Geschwindigkeitsrekorde oder extreme Flughöhen. Die hohe Leistung des Raketentriebwerks und das geringe Gewicht des eigentlichen Antriebes führen dabei zu herausragenden Leistungsdaten.
In der russischen Sprache wird der Begriff Raketoplan (Ракетоплан) benutzt. Er wird sowohl für Raketenflugzeuge verwendet, die sich ausschließlich in der Erdatmosphäre bewegen, wie auch für "Raketenflugzeuge", die im Weltraum zum Einsatz kommen. Dabei sind mit Raketoplan ausschließlich Raumfahrzeuge gemeint, die mindestens beim Wiedereintritt aerodynamische Fähigkeiten von Flugzeugen verwenden und sich damit von Raumkapseln unterscheiden. Im deutschsprachigen Sprachraum ist heutzutage für diese zweite Kategorie der Begriff Raumgleiter oder Raumfähre eher gebräuchlich.

## Geschichte
Der erste Flug mit einem von Raketen angetriebenen Flugzeug wurde am 11. Juni 1928 von Fritz Stamer in einer Lippisch-Ente auf der Wasserkuppe durchgeführt. Am 30. September 1929 flog von Opel mit der von Julius Hatry konstruierten „Opel-Hatry 1“ auf dem Flugplatz Frankfurt-Rebstock, das von 16 Pulverraketen angetriebene Flugzeug wurde bei der Landung jedoch schwer beschädigt. Da die deutsche Kolbenmotorentwicklung Mitte der 1930er Jahre hinter den internationalen Standards zurückblieb, war das Interesse der Militärs an der neuen Antriebstechnik groß. So erfolgte zunächst die Umrüstung einer Fw 56 „Stösser“ auf einen zusätzlichen Flüssigkeitsraketenmotor. Bei den Heinkelwerken wurden an einer Anzahl von He-112-Zellen Einbauversuche mit stärkeren Flüssigkeitsraketenmotoren von Wernher von Braun und Hellmuth Walter durchgeführt und diese wurden später von Erich Warsitz im Flug erprobt, wobei es auch zu Flügen mit abgeschaltetem Kolbenmotor kam.
Als erstes eigenstart- und voll funktionsfähiges Raketenflugzeug gilt die aus diesen Vorversuchen hervorgegangene Heinkel He 176, die am 20. Juni 1939 zum ersten Mal flog.
Die Entwicklung wurde jedoch in vielen Ländern vorangetrieben. Die neue Technik wurde im Dritten Reich weiterentwickelt und führte zu dem ersten militärisch eingesetzten Raketenflugzeug Messerschmitt Me 163. Der erste Senkrechtstart eines Raketenflugzeugs erfolgte am 1. März 1945 mit einer Bachem Ba 349, endete allerdings für den Piloten tödlich. In der UdSSR wurde die Bolchowitinow BI-1 bereits 1942 zur Serienfertigung vorbereitet, jedoch aufgrund nicht behebbarer Mängel des Musters eingestellt. Dadurch, dass Raketenflugzeuge neben dem Treibstoff auch den Oxidator mitführen müssen und der daraus resultierenden systembedingten geringen Reichweite kam es zu keiner weiteren militärischen Anwendung nach dem Zweiten Weltkrieg.
Die USA starteten jedoch in den 1940er Jahren mit der deutschen Raketentechnik eine Versuchsreihe, die letztlich mit der Bell X-1 zum ersten nachgewiesenen bemannten Überschallflug führte.
Es gab daraufhin weitere Bemühungen der USA, durch das Raketenflugzeug neue Erkenntnisse im Bereich der Militärtechnik zu gewinnen. Den Abschluss dieser Entwicklung stellte die North American X-15 dar, die zahlreiche Flüge im Hochgeschwindigkeitsbereich über Mach 5 durchführte.
Eine der wenigen aktuellen Entwicklungen war das SpaceShipOne und das danach ab 2005 entwickelte und 2021 für den kommerziellen Betrieb zugelassene SpaceShipTwo.

## Startverfahren

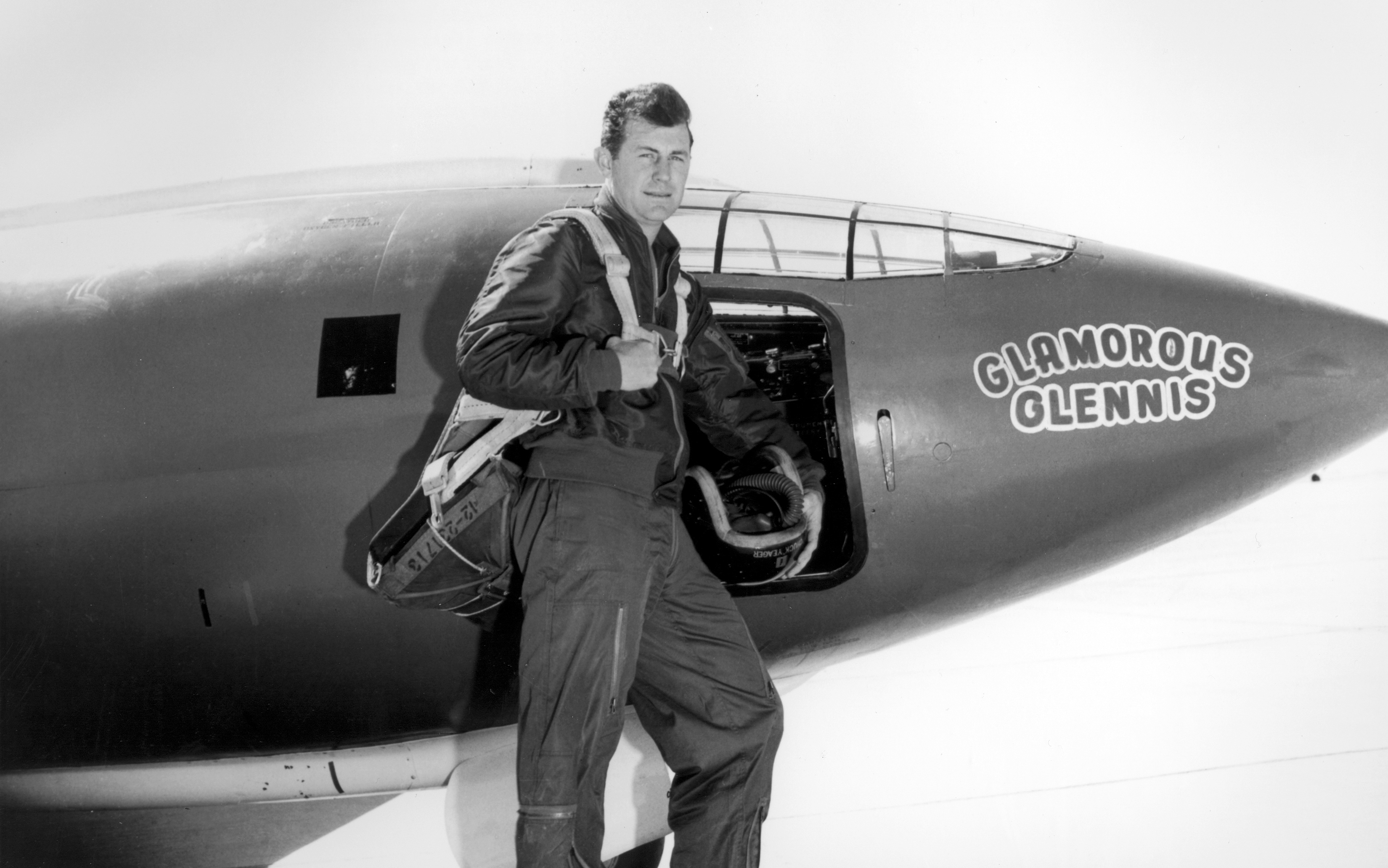
Bell X-1 und Chuck Yeager

Raketenflugzeuge starten entweder wie konventionelle Flugzeuge von Startbahnen, oder werden von einem Trägerflugzeug auf die notwendige Starthöhe gebracht, wenn das Flugzeug nicht eigenstartfähig ist. In seltenen Fällen erfolgte der Start auch aus einer senkrechten Position.

### Raketenflugzeuge, die von Trägerflugzeugen starten
- DFS 228
- DFS 346
- Bell X-1
- North American X-15
- SpaceShipOne
- Douglas D-558-II
- Bell X-2
- Yokosuka MXY-7
- OKB-2 346
- Koroljow RP-318
- BI-8
- 5 (Flugzeug)

### Raketenflugzeuge, die wie konventionelle Flugzeuge starten
- Lippisch-Ente
- Opel-Sander RAK.1
- Heinkel He 176
- Messerschmitt Me 163
- Mitsubishi J8M
- Bolchowitinow BI-1
- Mikojan-Gurewitsch I-270
- Bell X-1
- Northrop MX-324

### Raketenflugzeuge, die vertikal (mit dem Heck nach unten) starten
- Bachem Ba 349 Natter
- Martin-Marietta X-23
- X-33

## Projekte
- ZEHST

## Modellbau
Es gibt auch Modellflugzeuge mit Raketenantrieb. Diese starten im Regelfall vertikal und fliegen nach Abbrand der Rakete als Segelflugzeug. Auch ferngesteuerte Modelle sind erhältlich.